# Arremon dorbignii
Arremon dorbignii — вид горобцеподібних птахів родини Passerellidae. Мешкає в Аргентині і Болівії.

## Таксономія
Arremon dorbignii вважався підвидом жовтодзьобого тихоголоса. В січні 2021 року Південноамериканський класифікаціний комітет і Міжнародна спілка орнітологів визнали його окремим видом.

## Опис
Голова чорна. над очима біла смуга, що йде від дзьоба до шиї, на тім'ї сіра смуга. Шия сіра, верхня частина тіла тьмяно-оливково-зелена, нижня частина тіла біла, боки сіруваті, на грудях чорна смуга. Самиця дещо тьмяніша, тім'ї в неї оливкове, нижня частина тіла охриста, боки коричнюваті. Дзьоб яскраво-оранжевий. Середня вага птаха становить 22,1 г.

## Поширення і екологія
Птахи виду Arremon dorbignii мешкають в Болівії в департаментах Ла-Пас, Кочабамба і Санта-Крус і в північно-західній Аргентині. Вони живуть в тропічних і субтропічних сухих лісах і чагарниках, на узліссях, галявинах, поблизу річок і струмків на висоті до 1400 м над рівнем моря.

## Раціон
Птахи виду Arremon dorbignii харчуються комахами, насінням і ягодами.

## Розмноження
Сезон розмноження триває з жовтня по грудень. Гніздо закрите, розміщується на висоті до 1 м над землею. В кладці 2-3 яйця.